# Caffrocixius capeneri
Caffrocixius capeneri är en insektsart som beskrevs av Van Stalle 1987. Caffrocixius capeneri ingår i släktet Caffrocixius och familjen kilstritar. Inga underarter finns listade i Catalogue of Life.